# 형의권
형의권(形意拳)은 중국 무술 중 하나이며 팔괘장(八卦掌), 태극권(太極拳)과 더불어 3대 내가권중 하나이다. 또한 팔괘장(八卦掌), 태극권(太極拳), 소림권(少林拳), 형의권(形意券)을 중국무술의 4대 명권(名拳)이라 칭하기도 한다.
심의육합권(心意六合拳)에서 파생된 무술로서 동작이 큰 심의육합권에 비해 작고 간결한 동작으로 변모했다. 이 외에도 형의권의 어원에 관한 설은 다양하다. 형(形)과 의(意)를 합치시킨다 하여 형의권이라 칭한다는 설, 동물의 외형을 따와 수련한다 하여 형의권이라 칭한다는 설, 대룡방이 이낙능에게 대씨 가문의 비전무술인 심의권을 가르쳐줄 때에 이를 발설하지 아니할 것을 조건으로 하였기 때문에 이낙능이 중국어 발음상 심의권의 심(心)자와 동일하게 '싱'으로 발음되는 형(形)자를 대신하여 형의권이라 칭하게 되었다는 설 등이 있다.

## 유래와 전승
중국의 청나라 초기 '희제가'라는 사람이 창술을 응용하여 권술로 바꿈으로서 심의육합권(心意六合拳)을 만들어 내었다.
이것이 후대에 소림사의 심의파, 회족의 심의육합권, 대씨가문의 비전무술인 심의권 내지 대씨심의육합권(戴氏心意六合拳)이 된다.
혹자는 심의육합권이 소림의 심의파에서 파생된 것이라고 말하기도 하나 이는 사실로 보기 어렵다. 왜냐하면 심의육합권의 용법이나 권리를 보면 철저히 원시적 야만성에 주목하여 이를 추구하는 무술임을 알 수 있는데 살생을 금기시 하는 승려가 이와같은 무술을 만들었다고 보기 어렵기 때문이다.
형의권은 심의육합권 중에서 심의권(戴氏心意六合拳)에서 파생된 것으로, 본래 장권의 고수였던 이낙능이 심의권의 오행권과 십형권을 내경(內勁)의 이치로 풀어서 새롭게 재구성한 것이다. 그래서 회족의 심의육합권이든 대씨심의육합권이든 심의육합권은 외가권으로 분류되지만 형의권은 내가권으로 분류된다.
형의권은 이낙능 이후에 크게 산서파, 하북파로 나뉜다. 형의권이 곽운심, 상운상, 손록당 같은 한시대를 주름잡던 무패의 실전명인을 다수 배출하면서 중국을 대표하는 4대 명권으로 자리를 잡았지만, 대씨 심의권은 근래에까지 대씨 집안에서만 전수되던 가전무술이었기 때문에 잘 알려지지 않았다. 그 때문에 형의권이 대씨심의권에서 나왔음에도 불구하고 오히려 대씨심의권을 형의권의 한 일파인 하남파로 보기도 한다.

## 인물
- 이낙능
- 차의재
- 송세영
- 곽운심
- 상운상
- 손록당
- 왕향제

## 특징
여타 중국무술과 달리 동작이 작은편에 속하고 화려하게 동작을 꾸미는 것을 배격하기에 투박하고 거친 느낌을 풍긴다.
권술의 운영방식도 매우 거칠어 너는 네가 할 것을 해라 나는 내가 할 것을 한다는 식이다. 상대가 방어를 하면 부수고 들어가고, 반대로 상대가 공격을 하면 타격과 방어동작을 한동작안에 포함시켜 같이 타격하는 식이기 때문에 매우 공격적이다.
형의권은 밖으로는 형(形)을 단련하며, 안으로는 의(意)를 단련하는데에 주안점을 둔다. 이를 육합(六合)이라 칭하는 데, 이는 외삼합(外三合)과 내삼합(內三合)으로 이루어진다. 즉, 밖의 외력(外力)과 안의 내경(內經)을 길러 이를 합(合)하는 것을 뜻한다. 이러한 경지를 위하여 단순화된 권식(券式)을 반복하며 수련한다.
형의권의 단식으로는 벽권, 찬권, 붕권, 포권, 횡권 등의 오행권과 용형, 호형, 후형, 마형, 계형, 타형, 연형, 요형, 사형, 대형, 응형, 웅형 등의 십이형권이 있으며 투로로는 오행연환권, 팔식권, 잡식추 등이 있다. 문파에 따라 팔자공, 십이홍추, 형의종합권 등을 수련하기도 한다.

## 같이 보기
- 태극권